# Aarno Turunen
Aarno Onni Ilmari Turunen, född 6 augusti 1899 i Kuopio, död 25 oktober 1973, var en finländsk läkare.
Turunen, som var son till äldre lantmäteriingenjör Pekka Turunen och Olga Maria Hiltunen, blev student 1918, medicine kandidat 1923, medicine licentiat 1929, medicine och kirurgie doktor 1933 och specialist i kvinnosjukdomar och förlossningar 1931. Han var kommunalläkare i Kuusjärvi kommun och Outokumpu gruva 1926–1928, i Leppävirta kommun 1930, assistentläkare vid Allmänna sjukhusets i Helsingfors avdelning för kvinnosjukdomar och förlossningar 1929–1934, underläkare vid kvinnokliniken 1934-1938, biträdande överläkare vid första kvinnokliniken 1939–1942, överläkare vid andra kvinnokliniken 1942–1950, föreståndare för kvinnokliniken 1950–1958 och överläkare vid första kvinnokliniken från 1950. Han var docent i obstetrik och gynekologi vid Helsingfors universitet 1936–1942, tillförordnad professor 1939–1942 och ordinarie professor 1942–1966. 
Turunen var styrelsemedlem i läkaresällskapet Duodecim 1939–1942, viceordförande 1948–1950, chefredaktör för tidskriften Duodecim 1940–1950, viceordförande i befolkningsförbundet Väestöliitto från 1940, ordförande i dess läkardelegation från 1945, medlem i Medicinalstyrelsens vetenskapliga kollegium från 1950, styrelsemedlem i Finlands gynekologförening från 1938, viceordförande 1939–1945 och ordförande 1946-1950. 
Turunen tillhörde stadsfullmäktige i Helsingfors 1945–1950, var viceordförande i Helsingfors sjukhusnämnd 1946–1947, ordförande där 1947–1950, medlem i Helsingfors sjukhuskommitté 1949–1951, i Helsingfors universitetscentralsjukhus förbundsstyrelse 1957–1960 och förbundsfullmäktige från 1957. Han var direktionsmedlem i Cancerföreningen från 1942 samt medlem i dess delegation och styrelse från 1956. Han var medlem i Huhtamäki-koncernens vetenskapliga kollegium, sakkunnig vid biskopsmötet 1953, i riksdagsutskottet för bland annat abort, sterilisering, modersvård och insemination samt i flera andra statskommittéer. 
Turunen var styrelsemedlem i Endokrinologföreningen 1946–1950 och i Nordiska föreningen för obstetrik och gynekologi från 1958. Han blev sanitetskapten 1937. Han publicerade omkring 100 undersökningar huvudsakligen från obstetrikens och kvinnosjukdomarnas områden 1928–1961 och var redaktör för Annales Instituti Obstetrici et Gynecologici Universitatis Helsingiensis 1938. Han blev hedersledamot av Finlands gynekologförening 1950, av Medicinekandidatföreningen 1958 och av Deutsche Gesellschaft für Gynäkologie 1966.